# Mamelucchi

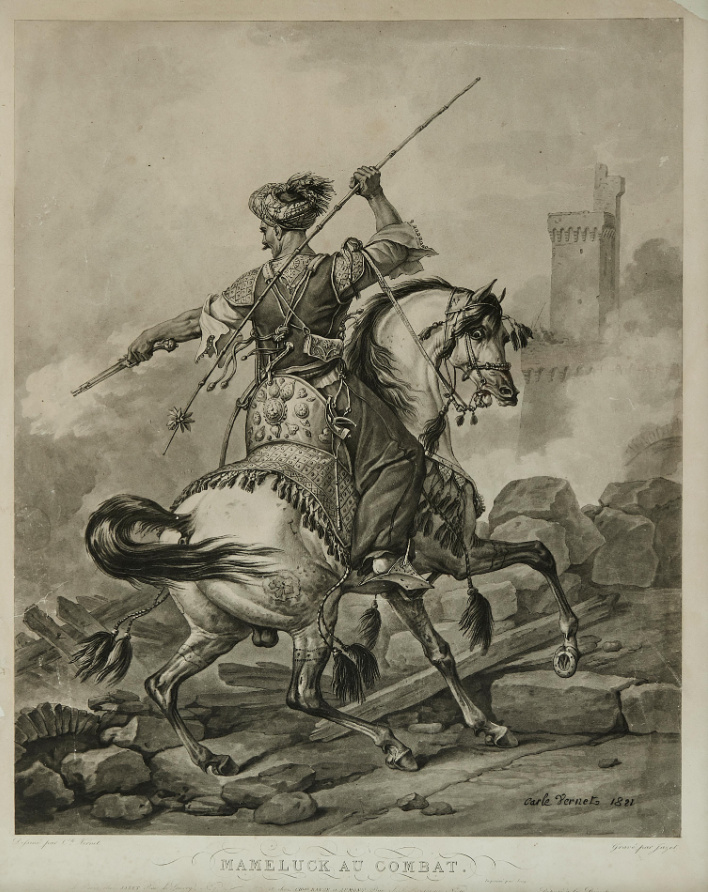
Un mamelucco ottomano nel 1810

I mamelucchi (in arabo مملوك‎?, mamlūk, plurale مماليك, mamālīk), anche mammelucchi o mammalucchi, furono soldati di origine servile all'ordine dei califfi abbasidi e impiegati nell'amministrazione e nell'esercito. Chiamati ghilmān in età abbaside, con il califfo al-Mu'tasim essi furono addestrati all'uso delle armi e, dopo di allora, furono usati da tutte le dinastie nate dopo la disintegrazione di fatto del potere califfale: dai Tulunidi e dagli Ikhshididi in Egitto e in Siria, fino agli Ayyubidi e agli Ottomani.
I più famosi fra tutti furono quelli che s'imposero alla guida dell'Egitto e della Siria fra il XIII e il XVI secolo, succedendo ai loro signori ayyubidi quando la loro dinastia si estinse priva di eredi e che restarono al servizio dei loro vincitori ottomani dopo il 1517, fino all'affermazione in Egitto del Wali Mehmet Ali.
In senso figurato, il termine "mammalucco" è divenuto sinonimo di persona sciocca e goffa. .

## Storia

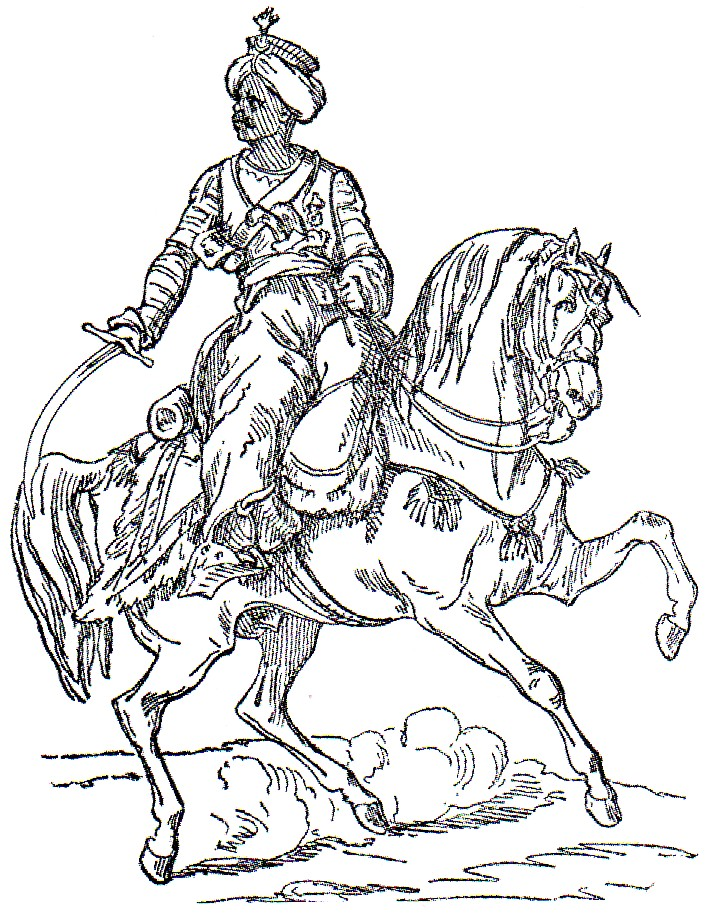
Mamelucco a cavallo nell'iconografia di Adolphe de Chesnel

I primi mamelucchi operarono al servizio dei califfi abbasidi a Baghdad nel IX secolo. La corte di Sāmarrāʾ e di Baghdad, spesso grazie ai buoni uffici dei loro sottoposti Samanidi, li faceva acquistare sui mercati di schiavi delle aree della Transoxiana (oggi corrispondenti alle nazioni asiatiche dell'Uzbekistan, del Turkmenistan e del Kazakhstan), come pure dell'Europa orientale e delle steppe euroasiatiche, attorno a Volgograd o del Caucaso.
Il ricorso a soldati di origine servile non-musulmani serviva in primo luogo ad aggirare il divieto che impediva ai musulmani di combattere contro i correligionari, senza trascurare il fatto che i califfi desideravano disporre di uomini che non avessero alcun legame con le strutture di potere, pronti ai comandi dei loro superiori e che, all'occorrenza, potessero essere soppressi senza troppe conseguenze legali.
Di tutti i mamelucchi, i più famosi furono quelli che riuscirono a prendere il potere in Egitto al termine del periodo ayyubide. Si trattava di circa 1250 tra turchi e, in misura minore, georgiani, circassi, alcuni slavi, alcuni greci e addirittura mongoli oirati. Essi costituirono a lungo la più efficiente forza di cavalieri del mondo islamico, in grado di infliggere l'unica sconfitta alle armate mongole (notevolmente ridotte) di Hülegü nel corso della battaglia di ʿAyn Jālūt il 3 settembre 1260, ma furono assai restii ad accettare l'uso delle armi da fuoco. Questo loro pregiudizio portò il sultano Qānṣūh al-Ghūrī alla sconfitta nel 1516 di Marj Dābiq e nel 1517 alla clamorosa sconfitta dell'ultimo sultano al-Ashraf Ṭūmān Bey da parte degli Ottomani del sultano Selim I, nel corso della battaglia di Raydāniyya che provocò la morte di 50 000-60 000 circassi.
I mamelucchi ebbero la possibilità di continuare ad amministrare l'Egitto e la Siria per conto del sultano vincitore ottomano Selim I. Nel 1517 Solimano il Magnifico riprese pieno possesso dell'Egitto, ma già verso la metà del XVIII secolo i mamelucchi erano tornati al pieno e pressoché incontrastato potere nel Paese.
Il potere mamelucco (l'età dei Bey) era sostanziale, anche se formalmente essi riconoscevano la sovranità ottomana, ma finì del tutto al momento dell'arrivo in Egitto dei francesi di Napoleone Bonaparte, contro cui i fratelli Murad e Ibrahim Bey nulla poterono. Vari mamelucchi si spostarono in Francia, arruolati nell'esercito napoleonico e il 7 gennaio 1802 furono organizzati in un battaglione di 150 elementi, agli ordini di sottufficiali e ufficiali francesi.
L'abbigliamento, l'armamento e la bardatura dei cavalli rimasero immutati: larghi pantaloni amaranto, camicie multicolori, corpetti scarlatti, cintura di castoro e turbante bianco. Nel 1803 la forza del battaglione scese a 114 uomini, ma il comando passò a sei ufficiali mamelucchi.

Lo sterminio perpetrato da Mehmet Ali, dopo averli invitati a un banchetto nella Cittadella del Cairo nel 1811, gli guadagnò il potere sull'Egitto: i suoi discendenti diventeranno chedivè e infine re d'Egitto.

## Formazione e disciplina

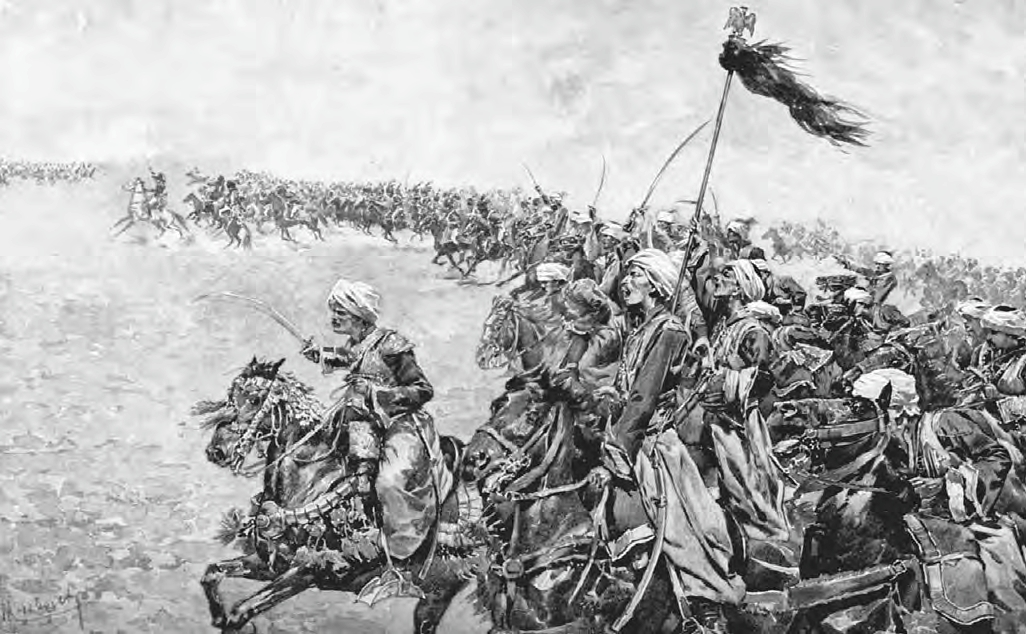
Mamelucchi al servizio dei francesi lanciati alla carica durante la battaglia di Austerlitz

Fin da piccoli entravano in scuole (tibàq), dove venivano impartiti loro un puntuale addestramento alle arti belliche e una ferrea disciplina da parte di istruttori, spesso eunuchi, ai quali i mamelucchi restavano poi sempre legati da sentimenti di rispetto cameratesco. Al termine di lunghi anni di addestramento teorico e pratico, i mamelucchi acquistavano la libertà ed entravano al servizio dei più potenti signori egiziani e siriani che, a loro tempo, erano stati anch'essi mamelucchi.
Costoro, grazie ai posti occupati nell'amministrazione civile e militare dell'Egitto e della Siria, si formavano un loro privato esercito di nuovi mamelucchi con il quale cementavano un rapporto rigidamente gerarchico ma anche di intenso cameratismo, sottolineato da ottime paghe, prebende e privilegi di ogni genere. Grazie a ciò si creava una forza militare che sarebbe servita a scalare il potere all'interno del sultanato quando il sultano, per qualsiasi motivo (anche per complotti), veniva a morire.
Alla sua morte infatti, malgrado egli stesso fosse stato a suo tempo mamelucco e a capo di un personale esercito, il potere era occupato da quei suoi collaboratori mamelucchi che, di fatto, riuscivano a imporsi grazie ai loro uomini. In tal modo le qualità e le doti militari erano sempre coltivate e considerate virtù somme e strutturalmente legittimanti.